# Maria Cebotari
Maria Cebotari (nume alternativ: Cibotari, nume de familie inițial: Cibotaru, n. 10 februarie 1910, Chișinău, Imperiul Rus – d. 9 iunie 1949, Viena, Zonele aliate de ocupație din Austria) a fost o cântăreață de operă română, una dintre cele mai mari soprane din lume în anii '30 și '40 ai secolului al XX-lea.
Studiază la școala normală de fete Florica Niță și la Capela Metropolitană din Chișinău condusă de Mihail Berezovschi, după care urmează Conservatorul „Unirea” din Chișinău (1924-1929) cu Maria Zlatov, Gavreorie.
După terminarea studiilor la conservatorul din orașul natal, a fost angajată ca actriță la Teatrul de Artă din Moscova. În 1929 a plecat la Berlin, unde a luat lecții de canto. A debutat în 1931 la opera din Dresda în rolul lui Mimi din opera Boema de Giacomo Puccini. Aici a rămas ca solistă până în 1943. În perioada 1935-1943 a dat reprezentații și pe scena operei de stat din Berlin. Ulterior a fost angajată ca solistă permanentă a operei de stat din Viena, unde a rămas până la moarte (1949).
În anul 1942 interpretează rolul Maria Teodorescu în filmul de propagandă "Cătușe roșii", producție O.N.C. România - Grandi Film Storici, Italia, regizat de Carmine Gallone.
A interpretat peste 60 de roluri în Boema, Oneghin, Dama de pică, Nunta lui Figaro, Evgheni. 
Foarte apreciate au fost reprezentațiile sale în operele lui Mozart și Richard Strauss (care a și scris pentru ea opera “Salomeea”, în care și-a interpretat rolul inegalabil). A luat parte și la festivalurile muzicale din Salzburg la invitațiile lui Bruno Walter și Herbert von Karajan. A avut mare succes în rolul contesei din opera Nunta lui Figaro de Mozart. Cebotari a cântat sub bagheta unor mari dirijori ca Fritz Busch, Arturo Toscanini, Clemens Krauss, Karl Böhm, Wilhelm Furtwängler.
La numai 24 de ani, Mariei Cebotari i-a fost conferit cel mai înalt titlu onorific (în arta dramatică) existent în Germania și Austria din acel timp: Kammersängerin.
A jucat în opt filme, turnate în Germania și Austria, alături de vedete ale cinematografului de atunci, inclusiv alături de soțul ei, Gustav Diessl.
A cîntat pe scena Operei Române din București (în două turnee 1940 și 1942) în Boema, Traviata, Madame Butterfly, fiind decorată cu Ordinul Coroana României în gradul de comandor.
În anul 2004, regizorul basarabean Vlad Druc realizează filmul documentar "Aria", pe un scenariu de dumitru Olărescu, dedicat vieții și carierei artistice a Mariei Cebotari.

## Viața personală și moartea
Cel de al doilea soț, Gustav Diessl, a murit de un atac de cord la 20 martie, 1948. Suferind de pe urmele pierderii soțului la începutul anului 1949, soprana a acuzat dureri severe în timpul prezentației "Le nozze di Figaro" la Teatro alla Scala, la început, medicii nu i-a luat în serios simptomele. Cu toate acestea, la 31 martie 1949, ea a căzut în timpul interpretării operetei lui Karl Millöcker "Der Bettelstudent" în Viena. În timpul intervenției chirurgicale la 4 aprilie, medicii i-au constatat cancer la ficat și pancreas. A murit de cancer la 9 iunie 1949 la Viena. Cei doi fii rămași orfani au fost adoptați de un bun prieten al sopranei, pianistul britanic Clifford Curzon și soția acestuia Lucille.
Este înmormântată în cimitirul Döblinger (Döblinger Friedhof) din Viena.

## Comemorare
La 5 octombrie 2004, la Casa Cineaștilor din Chișinău, a avut loc premiera filmului “Aria” de Vlad Druck, după scenariul lui Dumitru Olărescu, având ca subiect viața și opera sopranei Maria Cebotari. În România și Italia a jucat în coproducția Cătușe roșii (sau Odesa în flăcări), 1942), cenzurată ulterior de autoritățile comuniste și redescoperită de curând într-o arhivă din Italia.

## Citate
„Niciodata si in nici o imprejurare nu mi-a trecut prin cap sa spun altceva decit ca sunt românca din Basarabia sau, pur si simplu, românca.”—Maria Cebotari

## Discografie

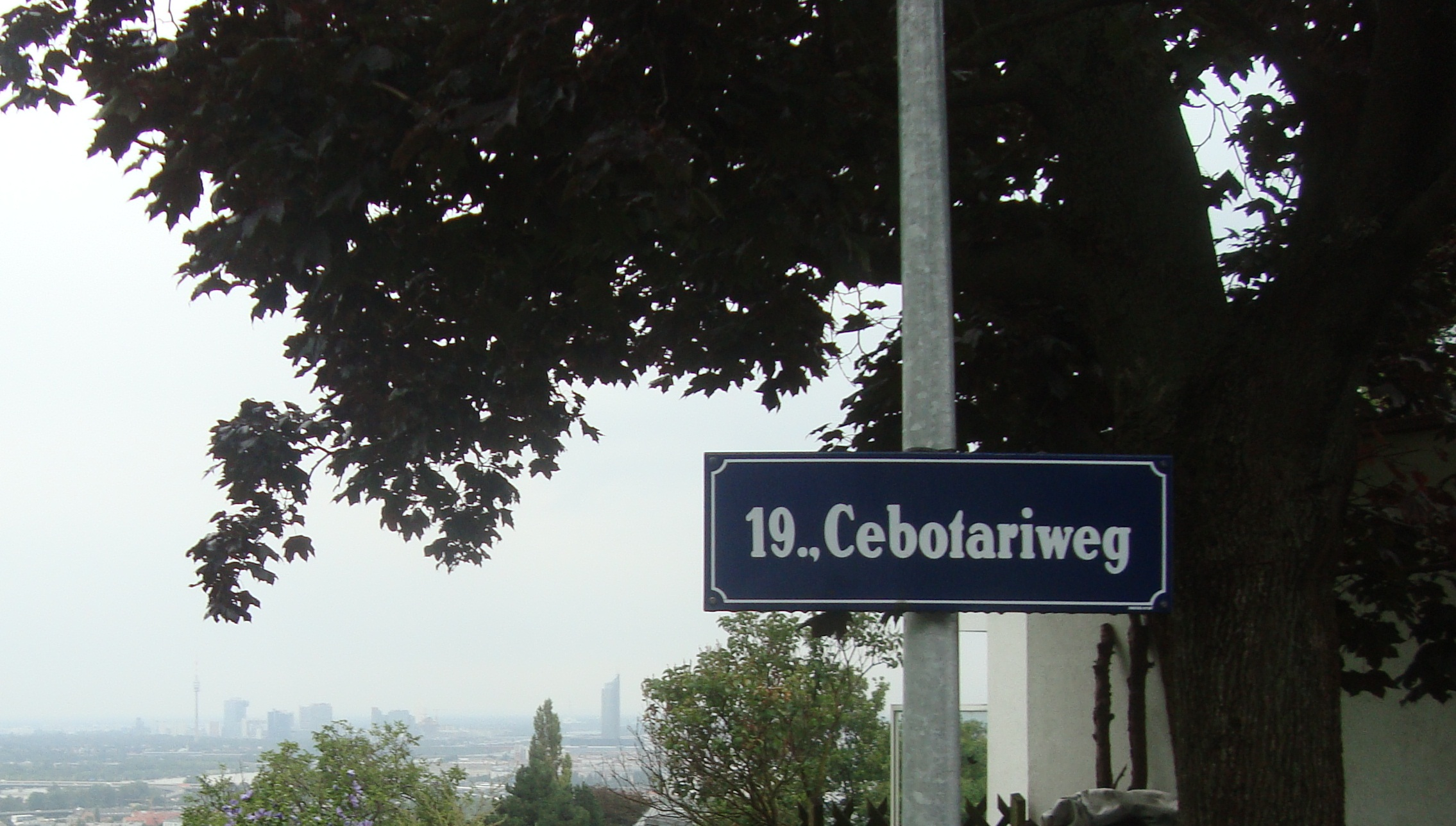
Strada Maria Cebotari din Viena

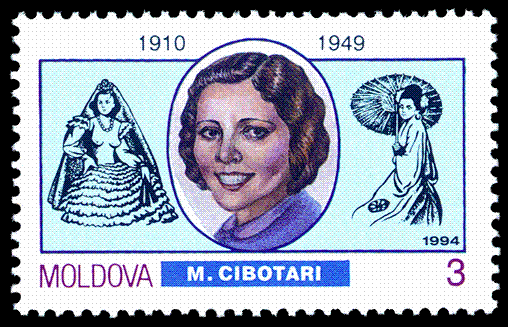
Imaginea Mariei Cebotari pe o marcă poștală din Republica Moldova (1994)

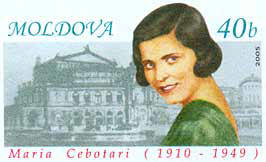
Portretul Mariei Cebotari pe o marcă poștală emisă de Republica Moldova (2005)

- Mozart, Le Nozze di Figaro (Böhm, 1938, Ahlersmeyer, Teschemacher, Schöffler, Wessely, Böhme) Preiser
- Puccini, Turandot (Keilberth, 1938, Hauss, Buchta, Hann, Eipperle, Harlan, Schupp, Kiefer), Koch-Schwann
- Schoeck, Das Schloss Dürande (Heger, 1943, Anders, Berglund, Fuchs, Domgraf-Fassbaender, Greindl, Hüsch), Jecklin
- R. Strauss, Salome (Krauss, 1947, Rothmüller, Höngen), Gebhardt
- puscin
- Recital - Maria Cebotari cântă arii (Mozart, J. Strauss, Gounod, Puccini and R. Strauss), Preiser - LV
- Maria Cebotari - Arien, Duette, Szenen (Mozart, Bizet, Verdi, Puccini), Preiser
- Recital - Maria Cebotari cântă: Richard Strauss (Salome, Feuersnot, Cavalerul rozelor, Daphne, Taillefer), Preiser
- Maria Cebotari: Arias, Songs and in Film, Weltbild
- Recital - Maria Cebotari singt Giuseppe Verdi (La Traviata, Rigoletto), Preiser
- Four Famous Sopranos of the Past (Gitta Alpar, Jarmila Novotna and Esther Rethy), Preiser - LV
- Bruno Walter Vol. 1, Symphony No 2 and No 4 (1948/50), LYS
- Helge Rosvaenge in Szenen aus André Chénier und Rigoletto - Duets, Preiser
- Helge Rosvaenge - Duets, Preiser - LV
- Grosse Mozartsänger Vol. 1 1922 - 1942, Orfeo
- Von der Königlichen Hofoper zur Staatsoper ‘Unter den Linden’, Preiser - LV